# Папірус Райнда

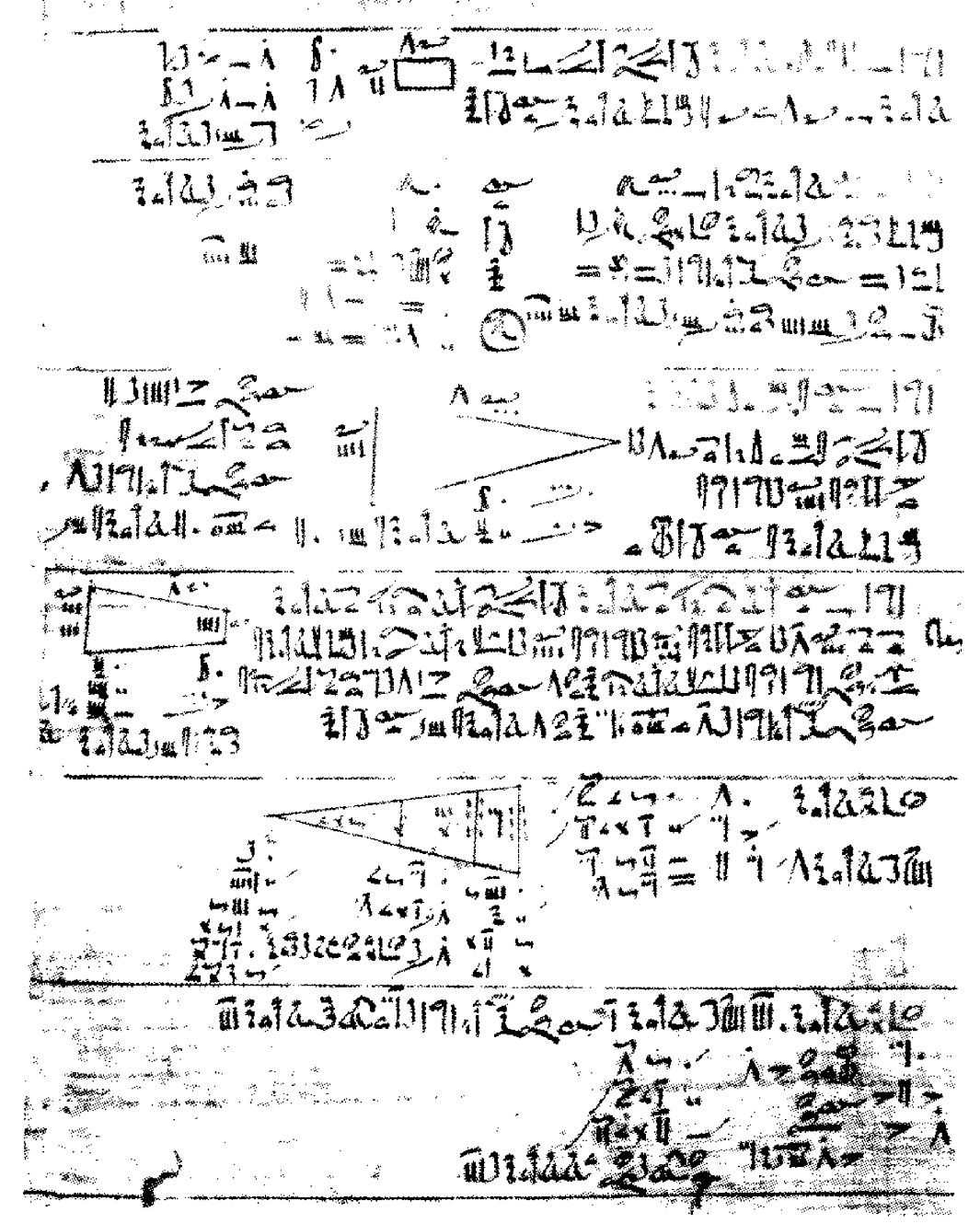
Фрагмент папірусу Райнда

Математичний папірус Райнда — навчальний посібник з арифметики, алгебри та геометрії часів XII династії Середнього царства (1985—1795 рр. до н. е.), переписаний бл. 1550 р. до н. е. писарем Ахмесом на сувій папірусу. Написаний середньоєгипетською мовою, ієратичним письмом. Був придбаний шотландським археологом та антикваром Александром Райндом 1858 р. у Луксорі. Ймовірно, був знайдений під час незаконних розкопок у Фівах, у Рамессеумі чи поблизу нього, точніші обставини не відомі. З 1865 року зберігається у Британському музеї (у Лондоні).

## Папірус

### Опис
Папірус Райнда був написаний на сувої, що складався з чотирнадцяти листків папіруса. Зараз він поділений на дві частини  EA10057 (завдовжки 299,5 см, завширшки 32 см) та  EA10058(завдовжки 195,5 см, завширшки 32 см), які зберігаються у Британському музеї, що придбав їх за заповітом Райнда в 1865 р. Між ними мав бути шматок завдовжки 18 см, який було втрачено. Деякі  фрагменти, які частково заповнюють цей проміжок, було знайдено 1922 р. в музеї Нью-Йоркського історичного товариства (зараз зберігаються в Бруклінському музеї в Нью-Йорку). 

## Історія
Папірус знайдено у 1858. У 1870 розшифровано, перекладено та видано. Нині більшість рукопису перебуває у Британському музеї, у Лондоні, решта — в Нью-Йорку.
Папірус написано ієратичним письмом справа наліво.
Містить умови та розв'язання 84 задач і є найповнішим єгипетським задачником, що дійшов донині. Московський математичний папірус, що знаходиться у Державному музеї образотворчих мистецтв імені О. С. Пушкіна, поступається папірусу Райнда за повнотою (він з 25 завдань), але, мабуть, перевершує віком. Встановлено, що справжній оригінал, від якого був переписаний папірус Райнда, віднесено до другої половині XIX століття до н. е.; ім'я його автора невідомо. Окремі дослідники припускають, що він міг бути складений виходячи з іще стародавнішого тексту III тисячоліття до н. е.
У вступній частині папірусу Райнда пояснюється, що він присвячений «здійсненого і обґрунтованому дослідженню всіх речей, розумінню їх сутності, пізнання їх таємниць». Усі завдання є у тому чи іншому ступені практичного характеру і можуть бути застосовані у будівництві, розмежуванні земельних наділів та інших сферах життя і виробництва. Переважно це завдання на знаходження площ трикутника, чотирикутника і кола, різноманітні дії з цілими числами і аліквотними дробами, пропорційний поділ, знаходження відношень. 
Разом з тим, у папірусі є низка свідчень те, що математика в Стародавньому Єгипті переросла виключно практичну стадію. Так, єгипетські математики вміли брати корінь й підносити до степеня, були знайомі з арифметичною та геометричною прогресією (одне з завдань папірусу Райнда зводиться до пошуку суми членів геометричної прогресії). Безліч завдань, зводяться до вирішення рівнянь (зокрема квадратних) з однією невідомою, вживають спеціальний ієрогліф «купа» (аналог латинського x, традиційно уживаного у сучасній алгебрі) для позначення невідомого.
Папірус Райнда, як і Московський математичний папірус, показує, що стародавні єгиптяни доволі точно визначали наближення числа π ≈ 3,16 ((16/9)²), тоді як у всьому Давньому Близькому Сході воно вважалося рівним трьом. Проте папірус свідчить і про вади єгипетської математики. Наприклад, площа довільного чотирикутника у них обчислюється перемноженням півсум довжин двох пар протилежних сторін, тоді як рівність є лише у прямокутнику. Єгипетські математики користувалися лише аліквотними дробами (виду 1/n, де n — натуральне число) і дробом 2/3.